# 2022–2023-as UEFA Európa Konferencia Liga
A 2022–2023-as UEFA Európa Konferencia Liga volt az UEFA Konferencia Liga második szezonja. A döntőt a Fortuna Arenában, Prágában játszották. A győztes részvételi jogot szerzett a 2023–2024-es Európa-ligába, kivéve ha indulhat a 2023–2024-es UEFA-bajnokok ligája csoportkörében.
2021. június 24-én az UEFA a klubtornákon eltörölte az idegenben szerzett gólok szabályát, amely 1965 óta volt érvényben.

## A besorolás rendszere
A 2022–2023-as UEFA Európa Konferencia Ligában az UEFA 54 tagországának 177 csapata vett részt. Az egyes országok indulásra jogosult csapatainak számát a bajnokságokra vonatkoztatott UEFA-együttható alapján határozták meg:
- az 1–5. helyen rangsoroltak egyaránt 1 csapatot indíthattak,
- a 6–15. és az 51–55. helyen rangsoroltak 2 csapatot indíthattak,
- a 16–50. helyen rangsoroltak 3 csapatot indíthattak (kivéve Liechtenstein, ahol csak kupát rendeztek).

További résztvevők:
- 18 csapat, amely a UEFA-bajnokok ligájából kiesett és átkerült az UEFA Európa Konferencia Ligába.
- 25 csapat, amely a Európa-ligából kiesett és átkerült az UEFA Európa Konferencia Ligába.

### Rangsor
A 2022–2023-as UEFA Európa Konferencia Liga kiosztott helyeihez a 2021-es ország-együtthatót vették alapult, amely az országok csapatainak teljesítményét vette figyelembe a 2016–17-es szezontól a 2020–21-esig.
| Hely. | Szövetség     | Koeff.  | Cs | Mj       |
| ----- | ------------- | ------- | -- | -------- |
| 1.    | Anglia        | 100,569 | 1  |          |
| 2.    | Spanyolország | 97,855  | 1  |          |
| 3.    | Olaszország   | 75,438  | 1  |          |
| 4.    | Németország   | 73,570  | 1  |          |
| 5.    | Franciaország | 56,081  | 1  |          |
| 6.    | Portugália    | 48,549  | 2  |          |
| 7.    | Hollandia     | 39,200  | 2  |          |
| 8.    | Oroszország   | 38,382  | 0  | kizárták |
| 9.    | Belgium       | 36,500  | 2  |          |
| 10.   | Ausztria      | 35,825  | 2  |          |
| 11.   | Skócia        | 33,375  | 2  |          |
| 12.   | Ukrajna       | 33,100  | 2  |          |
| 13.   | Törökország   | 30,100  | 2  |          |
| 14.   | Dánia         | 27,875  | 2  |          |
| 15.   | Ciprus        | 27,750  | 2  |          |
| 16.   | Szerbia       | 26,750  | 2  |          |
| 17.   | Csehország    | 26,600  | 2  |          |
| 18.   | Horvátország  | 26,275  | 3  |          |
| 19.   | Svájc         | 26,225  | 3  |          |

| Hely. | Szövetség           | Koeff. | Cs | Mj |
| ----- | ------------------- | ------ | -- | -- |
| 20.   | Görögország         | 26,000 | 3  |    |
| 21.   | Izrael              | 24,375 | 3  |    |
| 22.   | Norvégia            | 21,000 | 3  |    |
| 23.   | Svédország          | 20,500 | 3  |    |
| 24.   | Bulgária            | 20,375 | 3  |    |
| 25.   | Románia             | 18,200 | 3  |    |
| 26.   | Azerbajdzsán        | 16,875 | 3  |    |
| 27.   | Kazahsztán          | 15,625 | 3  |    |
| 28.   | Magyarország        | 15,500 | 3  |    |
| 29.   | Fehéroroszország    | 15,250 | 3  |    |
| 30.   | Lengyelország       | 15,125 | 3  |    |
| 31.   | Szlovénia           | 14,250 | 3  |    |
| 32.   | Szlovákia           | 13,625 | 3  |    |
| 33.   | Liechtenstein       | 9,000  | 1  |    |
| 34.   | Litvánia            | 8,750  | 3  |    |
| 35.   | Luxemburg           | 8,250  | 3  |    |
| 36.   | Bosznia-Hercegovina | 8,000  | 3  |    |
| 37.   | Írország            | 7,875  | 3  |    |

| Hely. | Szövetség       | Koeff. | Cs | Mj |
| ----- | --------------- | ------ | -- | -- |
| 38.   | Észak-Macedónia | 7,625  | 3  |    |
| 39.   | Örményország    | 7,375  | 3  |    |
| 40.   | Lettország      | 7,375  | 3  |    |
| 41.   | Albánia         | 7,250  | 3  |    |
| 42.   | Észak-írország  | 6,958  | 3  |    |
| 43.   | Grúzia          | 6,875  | 3  |    |
| 44.   | Finnország      | 6,875  | 3  |    |
| 45.   | Moldova         | 6,875  | 3  |    |
| 46.   | Málta           | 6,375  | 3  |    |
| 47.   | Feröer-szigetek | 6,125  | 3  |    |
| 48.   | Koszovó         | 5,833  | 3  |    |
| 49.   | Gibraltár       | 5,666  | 3  |    |
| 50.   | Montenegró      | 5,000  | 3  |    |
| 51.   | Wales           | 5,000  | 2  |    |
| 52.   | Izland          | 4,875  | 2  |    |
| 53.   | Észtország      | 4,750  | 2  |    |
| 54.   | Andorra         | 3,331  | 2  |    |
| 55.   | San Marino      | 1,166  | 2  |    |

### Lebonyolítás
A torna lebonyolítása az alábbi volt.
Az orosz csapatok kizárása miatt a lebonyolításban a következő változások voltak:
- A 16–17. helyen rangsorolt kupa (Szerbia, Csehország) győztese az Európa-ligában indult.
- A 18–20. helyen rangsorolt kupák (Horvátország, Svájc, Görögország) győztese a 2. selejtezőkörből a 3. selejtezőkörbe kerültek.
- A 30–41. helyen rangsorolt kupák (Lengyelország, Szlovénia, Szlovákia, Liechtenstein, Litvánia, Luxemburg, Bosznia és Hercegovina, Írország, Észak-Macedónia, Örményország, Lettország, Albánia) győztese az 1. selejtezőkörből a 2. selejtezőkörbe kerültek.

|                                       |                                       | A szakaszban bekapcsolódók | Az előző forduló továbbjutói                                             | Az UEFA-bajnokok ligájából vagy az Európa-ligából átkerülők              |
| ------------------------------------- | ------------------------------------- | --- | ------------------------------------------------------------------------ | ------------------------------------------------------------------------ |
| 1. selejtezőkör (60 csapat)           | 1. selejtezőkör (60 csapat)           | - 14 kupagyőztes a 42–55. helyen rangsorolt kupákból - 25 második a 30–55. helyen rangsorolt bajnokságokból (kivéve Liechtenstein) - 21 harmadik a 29–50. helyen rangsorolt bajnokságokból (kivéve Liechtenstein)                                                                             |                                                                          |                                                                          |
| 2. selejtezőkör (106 csapat)          | Bajnoki ág (16 csapat)                | |                                                                          | - 3 vesztes a BL előselejtezőjéből - 13 vesztes a BL 1. selejtezőköréből |
| 2. selejtezőkör (106 csapat)          | Nem bajnoki ág (90 csapat)            | - 21 kupagyőztes a 21–41. helyen rangsorolt kupákból - 14 második a 16–29. helyen rangsorolt bajnokságokból - 16 harmadik a 13–28. helyen rangsorolt bajnokságokból - 8 negyedik a 7–15. helyen rangsorolt bajnokságokból (kivéve Oroszország) - 1 ötödik a 6. helyen rangsorolt bajnokságból | - 30 győztes az 1. selejtezőkörből                                       |                                                                          |
| 3. selejtezőkör (64 csapat)           | Bajnoki ág (10 csapat)                | | - 8 győztes a BL 2. selejtezőkör bajnoki ágáról                          | - 2 vesztes a BL 1. selejtezőköréből                                     |
| 3. selejtezőkör (64 csapat)           | Nem bajnoki ág (54 csapat)            | - 3 kupagyőztes a 18–20. helyen rangsorolt kupákból - 5 harmadik a 7–12. helyen rangsorolt bajnokságokból (kivéve Oroszország) - 1 negyedik a 6. helyen rangsorolt bajnokságokból | - 45 győztes a 2. selejtezőkör főágáról                                  |                                                                          |
| Rájátszás (44 csapat)                 | Bajnoki ág (10 csapat)                | | - 5 győztes a 3. selejtezőkör bajnoki ágáról                             | - 5 vesztes az EL 3. selejtezőkörének bajnoki ágáról                     |
| Rájátszás (44 csapat)                 | Nem bajnoki ág (34 csapat)            | - 1 ötödik az 5. helyen rangsorolt bajnokságból - 4 hatodik az 1–4. helyen rangsorolt bajnokságokból | - 27 győztes a 3. selejtezőkör főágáról                                  | - 2 vesztes az EL 3. selejtezőkörének főágáról                           |
| Csoportkör (32 csapat)                | Csoportkör (32 csapat)                | | - 5 győztes a rájátszás bajnoki ágáról - 17 győztes a rájátszás főágáról | - 10 vesztes az EL rájátszásából                                         |
| A nyolcaddöntő rájátszása (16 csapat) | A nyolcaddöntő rájátszása (16 csapat) | | - 8 csoportmásodik                                                       | - 8 harmadik az EL csoportköréből                                        |
| Egyenes kieséses szakasz (16 csapat)  | Egyenes kieséses szakasz (16 csapat)  | | - 8 csoportgyőztes - 8 győztes a rájátszásból                            |                                                                          |

### Csapatok
Az alábbi táblázatban olvasható, hogy a csapatok melyik körben kapcsolódtak be.
Használt rövidítések
- kgy: kupagyőztes;
- x.: bajnoki helyezés;
- LK: ligakupa-győztes;
- A.: bajnoki alapszakasz győztese;
- R.: EKL-rájátszás;
- BL: A 2022–2023-as UEFA-bajnokok ligájából kieső csapat
  - S1: az 1. selejtezőkörből;
  - ES D: az előselejtező döntőjéből;
  - ES ED: az előselejtező elődöntőjéből;
- EL: A 2022–2023-as Európa-ligából kieső csapat
  - CS.: csoportkör harmadikjaként;
  - R.: a rájátszásából;
  - B/F S3: a 3. selejtezőkörből (bajnoki ág/főág).
- F-x.: Az „F” betűvel és mellette a helyezés számával jelzett helyezések a félbeszakadt bajnokságokat és az adott ország szövetsége által megállapított helyezéseket jelentik.

| Forduló                     | Forduló                     | Csapatok                         | Csapatok                        | Csapatok                   | Csapatok                      |
| --------------------------- | --------------------------- | -------------------------------- | ------------------------------- | -------------------------- | ----------------------------- |
| Rájátszás a nyolcaddöntőért | Rájátszás a nyolcaddöntőért | Bodø/Glimt (EL CS)               | AÉK Lárnakasz (EL CS)           | Ludogorec Razgrad (EL CS)  | Braga (EL CS)                 |
| Rájátszás a nyolcaddöntőért | Rájátszás a nyolcaddöntőért | Sheriff Tiraspol (EL CS)         | Lazio (EL CS)                   | Qarabağ (EL CS)            | Trabzonspor (EL CS)           |
|                             |                             |                                  |                                 |                            |                               |
| Csoportkör                  | Csoportkör                  | Gent (EL R.)                     | Dnipro-1 (EL R.)                | Austria Wien (EL R.)       | Silkeborg (EL R.)             |
| Csoportkör                  | Csoportkör                  | Sivasspor (EL R.)                | Pjunik (EL R.)                  | Žalgiris (EL R.)           | Hearts (EL R.)                |
| Csoportkör                  | Csoportkör                  | Shamrock Rovers (EL R.)          | Apóllon Lemeszú (EL R.)         |                            |                               |
|                             |                             |                                  |                                 |                            |                               |
| Rájátszás                   | B                           | Maribor (EL B S3)                | Slovan Bratislava (EL B S3)     | F91 Dudelange (EL B S3)    | Shkupi (EL B S3)              |
| Rájátszás                   | B                           | Linfield (EL B S3)               |                                 |                            |                               |
| Rájátszás                   | F                           | West Ham United (7.)             | Villarreal (7.)                 | Fiorentina (7.)            | 1. FC Köln (7.)               |
| Rájátszás                   | F                           | Nice (5.)                        | Partzan (EL F S3)               | Slovácko (EL F S3)         |                               |
|                             |                             |                                  |                                 |                            |                               |
| 3. selejtezőkör             | B                           | Sahcjor Szalihorszk (BL S1)      | RFS (BL S1)                     |                            |                               |
| 3. selejtezőkör             | F                           | Gil Vicente (5.)                 | Twente (4.)                     | Anderlecht (3.)            | Wolfsberger AC (4.)           |
| 3. selejtezőkör             | F                           | Dundee United (4.)               | Zorja Luhanszk (F-4.)           | Hajduk Split (kgy.)        | Lugano (kgy.)                 |
| 3. selejtezőkör             | F                           | Panathinaikósz (kgy.)            |                                 |                            |                               |
|                             |                             |                                  |                                 |                            |                               |
| 2. selejtezőkör             | B                           | CFR Cluj (BL S1)                 | Tobil (BL S1)                   | Lech Poznań (BL S1)        | Zrjinski Mostar (BL S1)       |
| 2. selejtezőkör             | B                           | Tirana(BL S1)                    | Dinamo Batumi (BL S1)           | Hibernians (BL S1)         | KÍ (BL S1)                    |
| 2. selejtezőkör             | B                           | Ballkani (BL S1)                 | Lincoln Red Imps (BL S1)        | Sutjeska Nikšić (BL S1)    | The New Saints (BL S1)        |
| 2. selejtezőkör             | B                           | Víkingur Reykjavík (BL S1)       | Inter Club d’Escaldes (BL ES D) | FCI Levadia (BL ES ED)     | La Fiorita (BL ES ED)         |
| 2. selejtezőkör             | F                           | Vitória de Guimarães (6.)        | AZ (R.)                         | Antwerp (4.)               | Rapid Wien (R.)               |
| 2. selejtezőkör             | F                           | Motherwell (5.)                  | Vorszkla Poltava (F-5.)         | Konyaspor (3.)             | İstanbul Başakşehir (4.)      |
| 2. selejtezőkör             | F                           | Brøndby (4.)                     | Viborg (R.)                     | APÓEL (3.)                 | Árisz Lemeszú (4.)            |
| 2. selejtezőkör             | F                           | Čukarički (3.)                   | Radnički Niš (4.)               | Slavia Praha (2.)          | Sparta Praha (3.)             |
| 2. selejtezőkör             | F                           | Osijek (3.)                      | Rijeka (4.)                     | Basel (2.)                 | Young Boys (3.)               |
| 2. selejtezőkör             | F                           | PAÓK (2.)                        | Árisz (3.)                      | Hapóél Beér-Seva (kgy.)    | Makkabi Tel-Aviv (3.)         |
| 2. selejtezőkör             | F                           | Makkabi Netánjá (4.)             | Molde (kgy.)                    | Viking (3.)                | Lillestrøm (4.)               |
| 2. selejtezőkör             | F                           | AIK (2.)                         | Djurgårdens IF (3.)             | Elfsborg (4.)              | Levszki Szofija (kgy.)        |
| 2. selejtezőkör             | F                           | CSZKA Szofija (2.)               | Botev Plovdiv (R.)              | Sepsi OSK (kgy.)           | FCSB (2.)                     |
| 2. selejtezőkör             | F                           | Universitatea Craiova (R.)       | Neftçi (2.)                     | Zira (3.)                  | Qəbələ (4.)                   |
| 2. selejtezőkör             | F                           | Kajrat (kgy.)                    | Asztana (2.)                    | Kizilzsar (4.)             | Kisvárda (2.)                 |
| 2. selejtezőkör             | F                           | Puskás Akadémia (3.)             | Fehérvár (4.)                   | Homel (kgy.)               | BATE Bariszav (2.)            |
| 2. selejtezőkör             | F                           | Raków Częstochowa (kgy.)         | Koper (kgy.)                    | Spartak Trnava (kgy.)      | Vaduz (kgy.)                  |
| 2. selejtezőkör             | F                           | Sūduva (2.)                      | Racing Luxemburg (kgy.)         | Velež Mostar (kgy.)        | St. Patrick’s Athletic (kgy.) |
| 2. selejtezőkör             | F                           | Makedonija Gjorcse Petrov (kgy.) | Ararat-Armenia (2.)             | Valmiera (2.)              | Vllaznia (kgy.)               |
|                             |                             |                                  |                                 |                            |                               |
| 1. selejtezőkör             | 1. selejtezőkör             | Dinama Minszk (3.)               | Pogoń Szczecin (3.)             | Lechia Gdańsk (4.)         | Olimpija Ljubljana (3.)       |
| 1. selejtezőkör             | 1. selejtezőkör             | Mura (4.)                        | Ružomberok (2.)                 | DAC Dunajská Streda (R.)   | Kauno Žalgiris (3.)           |
| 1. selejtezőkör             | 1. selejtezőkör             | Panevėžys (4.)                   | Differdange 03 (2.)             | Fola Esch (3.)             | Tuzla City (2.)               |
| 1. selejtezőkör             | 1. selejtezőkör             | Borac Banja Luka (3.)            | Sligo Rovers (3.)               | Derry City (4.)            | Akademija Pandev (2.)         |
| 1. selejtezőkör             | 1. selejtezőkör             | Skendija (3.)                    | Alashkert (3.)                  | Ararat Jerevan (4.)        | Liepāja (3.)                  |
| 1. selejtezőkör             | 1. selejtezőkör             | Riga (4.)                        | Laçi (2.)                       | Partizani (3.)             | Crusaders (kgy.)              |
| 1. selejtezőkör             | 1. selejtezőkör             | Cliftonville (2.)                | Larne (R.)                      | Szaburtalo Tbiliszi (kgy.) | Dinamo Tbiliszi (2.)          |
| 1. selejtezőkör             | 1. selejtezőkör             | Dila Gori (3.)                   | KuPS (kgy.)                     | SJK (3.)                   | Inter Turku (4.)              |
| 1. selejtezőkör             | 1. selejtezőkör             | Petrocub Hîncești (2.)           | Milsami Orhei (3.)              | Sfântul Gheorghe (4.)      | Floriana (kgy.)               |
| 1. selejtezőkör             | 1. selejtezőkör             | Ħamrun Spartans (3.)             | Gżira United (4.)               | B36 Tórshavn (kgy.)        | HB Tórshavn (2.)              |
| 1. selejtezőkör             | 1. selejtezőkör             | Víkingur (3.)                    | Llapi (kgy.)                    | Drita (2.)                 | Gjilani (3.)                  |
| 1. selejtezőkör             | 1. selejtezőkör             | Europa (2.)                      | St Joseph’s (3.)                | Bruno’s Magpies (4.)       | Budućnost Podgorica (kgy.)    |
| 1. selejtezőkör             | 1. selejtezőkör             | Dečić (3.)                       | Iskra (4.)                      | Bala Town (2.)             | Newtown (3.)                  |
| 1. selejtezőkör             | 1. selejtezőkör             | Breiðablik (2.)                  | KR (3.)                         | Paide Linnameeskond (kgy.) | Flora (2.)                    |
| 1. selejtezőkör             | 1. selejtezőkör             | Atletic d'Escaldes (kgy.)        | UE Santa Coloma (2.)            | Tre Fiori (kgy.)           | Tre Penne (2.)                |

Jegyzetek
- Oroszország (RUS): 2022. február 28-án kizárták az orosz klubokat a FIFA és az UEFA tornáiról.[7] 2022. május 2-án az UEFA megerősítette az orosz csapatok kizárását az UEFA 2022–23-as tornáiról.[6]

## Fordulók és időpontok
A mérkőzések időpontjai a következők voltak.
Mivel a 2022-es labdarúgó-világbajnokság 2022. november 21. és december 18. között lesz Katarban, ezért a csoportkör 2022 szeptemberének első hetén kezdődött és 2022 novemberének első hetén fejeződött be.
A sorsolásokat – a csoportkör sorsolásának kivételével – az UEFA székházában Nyonban, Svájcban tartották.
| Szakasz                  | Forduló                     | Sorsolás dátuma     | 1. mérkőzés                           | 2. mérkőzés                           |
| ------------------------ | --------------------------- | ------------------- | ------------------------------------- | ------------------------------------- |
| Selejtezők               | 1. forduló                  | 2022. június 14.    | 2022. július 7.                       | 2022. július 14.                      |
| Selejtezők               | 2. forduló                  | 2022. június 15.    | 2022. július 21.                      | 2022. július 28.                      |
| Selejtezők               | 3. forduló                  | 2022. július 18.    | 2022. augusztus 4.                    | 2022. augusztus 11.                   |
| Selejtezők               | Rájátszás                   | 2022. augusztus 1.  | 2022. augusztus 18.                   | 2022. augusztus 25.                   |
| Csoportkör               | 1. mérkőzésnap              | 2022. augusztus 26. | 2022. szeptember 8.                   | 2022. szeptember 8.                   |
| Csoportkör               | 2. mérkőzésnap              | 2022. augusztus 26. | 2022. szeptember 15.                  | 2022. szeptember 15.                  |
| Csoportkör               | 3. mérkőzésnap              | 2022. augusztus 26. | 2022. október 6.                      | 2022. október 6.                      |
| Csoportkör               | 4. mérkőzésnap              | 2022. augusztus 26. | 2022. október 13.                     | 2022. október 13.                     |
| Csoportkör               | 5. mérkőzésnap              | 2022. augusztus 26. | 2022. október 27.                     | 2022. október 27.                     |
| Csoportkör               | 6. mérkőzésnap              | 2022. augusztus 26. | 2022. november 3.                     | 2022. november 3.                     |
| Egyenes kieséses szakasz | Rájátszás a nyolcaddöntőért | 2022. november 7.   | 2023. február 16.                     | 2023. február 23.                     |
| Egyenes kieséses szakasz | Nyolcaddöntők               | 2023. február 24.   | 2023. március 9.                      | 2023. március 16.                     |
| Egyenes kieséses szakasz | Negyeddöntők                | 2023. március 17.   | 2023. április 13.                     | 2023. április 20.                     |
| Egyenes kieséses szakasz | Elődöntők                   | 2023. március 17.   | 2023. május 11.                       | 2023. május 18.                       |
| Egyenes kieséses szakasz | Döntő                       | 2023. március 17.   | 2023. június 7., Fortuna Aréna, Prága | 2023. június 7., Fortuna Aréna, Prága |

## Selejtezők

### 1. selejtezőkör
Az 1. selejtezőkörben 60 csapat vett részt.
| Kiemeltek: - Flora (9,750) - Skendija (9,000) - Riga (8,000) - Alashkert (8,000) - Olimpija Ljubljana (7,750) - KuPS (7,500) - Fola Esch (7,500) - Budućnost Podgorica (7,000) - Dinamo Tbiliszi (6,500) - DAC Dunajská Streda (6,500) - Laçi (6,000) - Mura (5,500) - Drita (5,000) - Dinama Minszk (5,000) - B36 Tórshavn (4,750) - Petrocub Hîncești (4,500) - Liepāja (4,500) - Europa (4,500) - Partizani (4,250) - Breiðablik (4,000) - HB Tórshavn (4,000) - Gżira United (4,000) - Milsami Orhei (3,750) - Kauno Žalgiris (3,500) - Bala Town (3,250) - Tre Penne (3,250) - St Joseph’s (3,250) - Crusaders (3,250) - Pogoń Szczecin (3,175) - Lechia Gdańsk (3,175) | Nem kiemeltek: - Ružomberok (3,125) - Borac Banja Luka (3,000) - Inter Turku (3,000) - KR (3,000) - Tre Fiori (3,000) - Szaburtalo Tbiliszi (3,000) - Sfântul Gheorghe (2,500) - Víkingur (2,500) - Floriana (2,250) - Derry City (2,250) - Larne (2,000) - Panevėžys (2,000) - Paide Linnameeskond (2,000) - Cliftonville (2,000) - Tuzla City (1,825) - SJK (1,775) - Differdange 03 (1,750) - Llapi (1,633) - Gjilani (1,633) - Ararat Jerevan (1,625) - Sligo Rovers (1,625) - Dila Gori (1,400) - Akademija Pandev (1,400) - Ħamrun Spartans (1,400) - Newtown (1,100) - Bruno’s Magpies (1,083) - Dečić (1,000) - Iskra (1,000) - UE Santa Coloma (0,933) - Atletic d’Escaldes (0,633) |

Párosítások
Az 1. selejtezőkör sorsolását 2022. június 14-én, 13 órától tartották. Az első mérkőzéseket július 5-én, 6-án és 7-én, a második mérkőzéseket július 12-én és 14-én játszották. A párosítások győztesei a 2. selejtezőkörének főágára kerültek. A vesztesek kiestek.
| 1. csapat           | Össz.        | 2. csapat               | 1. mérk. | 2. mérk.   |
| ------------------- | ------------ | ----------------------- | -------- | ---------- |
| Alashkert           | 2–4          | Ħamrun Spartans         | 1–0      | 1–4        |
| Lechia Gdańsk       | 6–2          | Akademija Pandev        | 4–1      | 2–1        |
| Inter Turku         | 1–3          | Drita                   | 1–0      | 0–3        |
| Dinamo Tbiliszi     | 4–4 (t. 5–6) | Paide Linnameeskond     | 2–3      | 2–1 (h.u.) |
| Panevėžys           | 0–2          | Milsami Orhei           | 0–0      | 0–2        |
| Laçi                | 1–0          | Iskra                   | 0–0      | 1–0        |
| Gjilani             | 2–3          | Liepāja                 | 1–0      | 1–3        |
| Sfântul Gheorghe    | 2–4          | Mura                    | 1–2      | 1–2        |
| KuPS                | 2–0          | Dila Gori               | 2–0      | 0–0        |
| Ružomberok          | 2–0          | Kauno Žalgiris          | 2–0      | 0–0        |
| Budućnost Podgorica | 4–2          | Llapi                   | 2–0      | 2–2        |
| Gżira United        | 2–1          | Atlètic Club d’Escaldes | 1–1      | 1–0 (h.u.) |
| Borac Banja Luka    | 3–3 (t. 3–4) | B36 Tórshavn            | 2–0      | 1–3 (h.u.) |
| Olimpija Ljubljana  | 3–2          | Differdange 03          | 1–1      | 2–1 (h.u.) |
| St. Joseph’s        | 1–0          | Larne                   | 0–0      | 1–0        |
| UE Santa Coloma     | 1–5          | Breiðablik              | 0–1      | 1–4        |
| DAC Dunajská Streda | 5–1          | Cliftonville            | 2–1      | 3–0        |
| Víkingur            | 3–1          | Europa                  | 1–0      | 2–1        |
| Bala Town           | 2–2 (t. 3–4) | Sligo Rovers            | 1–2      | 1–0 (h.u.) |
| Fola Esch           | 1–4          | Tre Fiori               | 0–1      | 1–3        |
| Dinama Minszk       | 3–2          | Dečić                   | 1–1      | 2–1        |
| Tre Penne           | 0–8          | Tuzla City              | 0–2      | 0–6        |
| Szaburtalo Tbiliszi | 1–1 (t. 5–4) | Partizani               | 0–1      | 1–0 (h.u.) |
| Skendija            | 4–2          | Ararat Jerevan          | 2–0      | 2–2        |
| Floriana            | 0–1          | Petrocub Hîncești       | 0–0      | 0–1        |
| Pogoń Szczecin      | 4–2          | KR                      | 4–1      | 0–1        |
| HB Tórshavn         | 2–2 (t. 2–4) | Newtown                 | 1–0      | 1–2 (h.u.) |
| Bruno’s Magpies     | 3–4          | Crusaders               | 2–1      | 1–3        |
| Flora               | 3–4          | SJK                     | 1–0      | 2–4 (h.u.) |
| Derry City          | 0–4          | Riga                    | 0–2      | 0–2        |

1. 1 2 3 4  A sorsoláshoz képest a pályaválasztói jogot felcserélték.

### 2. selejtezőkör
A 2. selejtezőkör két ágból állt. A bajnoki ágon 16, a főágon 90 csapat vett részt.
- T: Az 1. selejtezőkörből továbbjutott csapat, a sorsoláskor nem volt ismert.
- A dőlt betűvel írtak az 1. selejtezőkörben egy magasabb együtthatóval rendelkező csapat ellen győztek, és az ellenfél együtthatóját hozták magukkal.

Bajnoki ág
| Kiemeltek: - CFR Cluj - Sutjeska Nikšić - Tirana - Tobil - Víkingur Reykjavík - Ballkani - KÍ - The New Saints - Hibernians - Lech Poznań - Lincoln Red Imps - Zrinjski Mostar - Dinamo Batumi | Nem kiemeltek: - FCI Levadia - La Fiorita - Inter Club d’Escaldes |

Főág
| Kiemeltek: - Basel (55,000) - Slavia Praha (52,000) - Young Boys (37,000) - AZ (28,500) - PAÓK (25,000) - İstanbul Başakşehir (25,000) - Makkabi Tel-Aviv (24,500) - Asztana (20,500) - Molde (19,000) - APÓEL (18,000) - FCSB (17,500) - BATE Bariszav (17,500) - Rapid Wien (16,000) - Rijeka (15,000) - Antwerp (14,500) - Hapóél Beér-Seva (14,000) - Sparta Praha (13,500) - Fehérvár (11,500) - Vitória de Guimarães (10,676) - CSZKA Szofija (10,500) - Sūduva (10,000) - SJK (9,750) (T) - Skendija (9,000) (T) - Brøndby (8,500) - Spartak Trnava (8,500) - Riga (8,000) (T) - Kajrat (8,000) - Ħamrun Spartans (8,000) (T) - Osijek (8,000) - Olimpija Ljubljana (7,750) (T) - KuPS (7,500) (T) - Tre Fiori (7,500) (T) - Universitatea Craiova (7,500) - Motherwell (7,380) - Neftçi (7,000) - Budućnost Podgorica (7,000) (T) - Čukarički (6,675) - Radnički Niš (6,675) - Paide Linnameeskond (6,500) (T) - DAC Dunajská Streda (6,500) (T) - Vaduz (6,500) - Vorszkla Poltava (6,360) - Laçi (6,000) (T) - Árisz (5,640) - Mura (5,500) (T) | Nem kiemeltek: - Viking (5,450) - Lillestrøm (5,450) - Viborg (5,435) - Konyaspor (5,420) - Árisz Lemeszú (5,275) - Drita (5,000) (T) - Ararat-Armenia (5,000) - Dinama Minszk (5,000) (T) - AIK (5,000) - Makkabi Netánjá (4,875) - B36 Tórshavn (4,750) (T) - Djurgårdens IF (4,575) - Elfsborg (4,575) - Petrocub Hîncești (4,500) (T) - Liepāja (4,500) (T) - Víkingur (4,500) (T) - Szaburtalo Tbiliszi (4,250) (T) - Breiðablik (4,000) (T) - Newtown (4,000) (T) - Gżira United (4,000) (T) - Botev Plovdiv (3,900) - Levszki Szofija (3,900) - Milsami Orhei (3,750) (T) - Ružomberok (3,500) (T) - Qəbələ (3,500) - Sepsi OSK (3,430) - Zira (3,400) - Puskás Akadémia (3,275) - Kisvárda (3,275) - Sligo Rovers (3,250) (T) - Tuzla City (3,250) (T) - St Joseph’s (3,250) (T) - Crusaders (3,250) (T) - Raków Częstochowa (3,175) - Pogoń Szczecin (3,175) (T) - Lechia Gdańsk (3,175) (T) - Kizilzsar (3,150) - Koper (3,000) - Homel (2,500) - Velež Mostar (2,000) - Valmiera (2,000) - Racing Union (2,000) - St. Patrick’s Athletic (1,625) - Vllaznia (1,600) - Makedonija Gjorcse Petrov (1,400) |

Párosítások
A 2. selejtezőkör sorsolását 2022. június 15-én, 13 órától tartották. Az első mérkőzéseket július 19-én, 20-án és 21-én, a második mérkőzéseket július 26-án, 27-én és 28-án játszották. A párosítások győztesei a 3. selejtezőkörbe kerültek. A vesztesek kiestek.
Bajnoki ág
| 1. csapat           | Össz.   | 2. csapat             | 1. mérk. | 2. mérk. |
| ------------------- | ------- | --------------------- | -------- | -------- |
| Sahcjor Szalihorszk | kiemelt |                       |          |          |
| RFS                 | kiemelt |                       |          |          |
| La Fiorita          | 0–10    | Ballkani              | 0–4      | 0–6      |
| Víkingur Reykjavík  | 2–0     | The New Saints        | 2–0      | 0–0      |
| Sutjeska Nikšić     | 0–1     | KÍ                    | 0–0      | 0–1      |
| Hibernians          | 4–3     | FCI Levadia           | 3–2      | 1–1      |
| Tirana              | 2–4     | Zrinjski Mostar       | 0–1      | 2–3      |
| Lech Poznań         | 6–1     | Dinamo Batumi         | 5–0      | 1–1      |
| CFR Cluj            | 4–1     | Inter Club d’Escaldes | 3–0      | 1–1      |
| Tobil               | 3–0     | Lincoln Red Imps      | 2–0      | 1–0      |

Főág
| 1. csapat              | Össz.        | 2. csapat                 | 1. mérk. | 2. mérk.   |
| ---------------------- | ------------ | ------------------------- | -------- | ---------- |
| Gżira United           | 5–5 (t. 3–1) | Radnički Niš              | 2–2      | 3–3 (h.u.) |
| Árisz                  | 7–2          | Homel                     | 5–1      | 2–1        |
| Botev Plovdiv          | 0–2          | APÓEL                     | 0–0      | 0–2        |
| Fehérvár               | 5–3          | Qəbələ                    | 4–1      | 1–2        |
| İstanbul Başakşehir    | 2–1          | Makkabi Netánjá           | 1–1      | 1–0        |
| Árisz Lemeszú          | 2–3          | Neftçi                    | 2–0      | 0–3        |
| Velež Mostar           | 0–2          | Ħamrun Spartans           | 0–1      | 0–1        |
| Szaburtalo Tbiliszi    | 3–4          | FCSB                      | 1–0      | 2–4        |
| CSZKA Szofija          | 0–4          | Makedonija Gjorcse Petrov | 0–0      | 0–4        |
| Hapóél Beér-Seva       | 3–1          | Dinama Minszk             | 2–1      | 1–0        |
| Zira                   | 0–3          | Makkabi Tel-Aviv          | 0–3      | 0–0        |
| Vllaznia               | 1–4          | Universitatea Craiova     | 1–1      | 0–3        |
| Ararat-Armenia         | 0–0 (t. 3–5) | Paide Linnameeskond       | 0–0      | 0–0 (h.u.) |
| Kajrat                 | 0–2          | Kisvárda                  | 0–1      | 0–1        |
| BATE Bariszav          | 0–5          | Konyaspor                 | 0–3      | 0–2        |
| Sepsi OSK              | 3–3 (t. 4–2) | Olimpija Ljubljana        | 3–1      | 0–2 (h.u.) |
| Kizilzsar              | 3–2          | Osijek                    | 1–2      | 2–0        |
| Liepāja                | 0–4          | Young Boys                | 0–1      | 0–3        |
| Rapid Wien             | 2–1          | Lechia Gdańsk             | 0–0      | 2–1        |
| SJK                    | 2–6          | Lillestrøm                | 0–1      | 2–5        |
| Breiðablik             | 3–2          | Budućnost Podgorica       | 2–0      | 1–2        |
| St. Patrick’s Athletic | 1–1 (t. 6–5) | Mura                      | 1–1      | 0–0 (h.u.) |
| St. Joseph’s           | 0–11         | Slavia Praha              | 0–4      | 0–7        |
| Spartak Trnava         | 6–2          | Newtown                   | 4–1      | 2–1        |
| Sūduva                 | 0–2          | Viborg                    | 0–1      | 0–1        |
| Víkingur               | 0–4          | DAC Dunajská Streda       | 0–2      | 0–2        |
| Pogoń Szczecin         | 1–5          | Brøndby                   | 1–1      | 0–4        |
| AZ Alkmaar             | 5–0          | Tuzla City                | 1–0      | 4–0        |
| Motherwell             | 0–3          | Sligo Rovers              | 0–1      | 0–2        |
| Molde                  | 6–2          | IF Elfsborg               | 4–1      | 2–1        |
| Koper                  | 1–2          | Vaduz                     | 0–1      | 1–1 (h.u.) |
| B36 Tórshavn           | 1–0          | Tre Fiori                 | 1–0      | 0–0        |
| Ružomberok             | 1–5          | Riga                      | 0–3      | 1–2        |
| Basel                  | 3–1          | Crusaders                 | 2–0      | 1–1        |
| Antwerp                | 2–0          | Drita                     | 0–0      | 2–0        |
| Petrocub Hîncești      | 4–1          | Laçi                      | 0–0      | 4–1        |
| Racing Union           | 1–8          | Čukarički                 | 1–4      | 0–4        |
| Levszki Szofija        | 3–1          | PAÓK                      | 2–0      | 1–1        |
| Vitória de Guimarães   | 3–0          | Puskás Akadémia           | 3–0      | 0–0        |
| Rijeka                 | 1–4          | Djurgårdens IF            | 1–2      | 0–2        |
| Vorszkla Poltava       | 3–4          | AIK                       | 3–2      | 0–2 (h.u.) |
| Valmiera               | 2–5          | Skendija                  | 1–2      | 1–3        |
| Raków Częstochowa      | 6–0          | Asztana                   | 5–0      | 1–0        |
| KuPS                   | 6–3          | Milsami Orhei             | 2–2      | 4–1        |
| Sparta Praha           | 1–2          | Viking                    | 0–0      | 1–2        |

1. 1 2 3 4  A sorsoláshoz képest a pályaválasztói jogot felcserélték.

### 3. selejtezőkör
A 3. selejtezőkör két ágból állt. A bajnoki ágon 10, a főágon 54 csapat vett részt.
- T: A 2. selejtezőkörből továbbjutott csapat, a sorsoláskor nem volt ismert.
- A dőlt betűvel írtak a 2. selejtezőkörben egy magasabb együtthatóval rendelkező csapat ellen győztek, és az ellenfél együtthatóját hozták magukkal.

Bajnoki ág
A bajnoki ágon nem alkalmaztak kiemelést.
| - Sahcjor Szalihorszk - RFS - Ballkani (T) - Víkingur Reykjavík (T) - KÍ (T) | - Hibernians (T) - Zrinjski Mostar (T) - Lech Poznań (T) - CFR Cluj (T) - Tobil (T) |

Főág
| Kiemeltek: - Basel (55,000) (T) - Slavia Praha (52,000) (T) - Young Boys (37,000) (T) - AZ (28,500) (T) - Levszki Szofija (25,000) (T) - İstanbul Başakşehir (25,000) (T) - Makkabi Tel-Aviv (24,500) (T) - Raków Częstochowa (20,500) (T) - Molde (19,000) (T) - Zorja Luhanszk (18,000) - APÓEL (18,000) (T) - FCSB (17,500) (T) - Konyaspor (17,500) (T) - Rapid Wien (16,000) (T) - Djurgårdens IF (15,000) (T) - Antwerp (14,500) (T) - Hapóél Beér-Seva (14,000) (T) - Viking (13,500) (T) - Anderlecht (11,500) - Fehérvár (11,500) (T) - Wolfsberger AC (11,000) - Gil Vicente (10,676) - Vitória de Guimarães (10,676) (T) - CSZKA Szofija (10,500) (T) - Viborg (10,000) (T) - Twente (9,860) - Skendija (9,000) (T) | Nem kiemeltek: - Lugano (9,000) - Brøndby (8,500) (T) - Spartak Trnava (8,500) (T) - Riga (8,000) (T) - Kisvárda (8,000) (T) - Kizilzsar (8,000) (T) - Hajduk Split (8,000) - Sepsi OSK (7,750) (T) - KuPS (7,500) (T) - Universitatea Craiova (7,500) (T) - Dundee United (7,380) - Sligo Rovers (7,380) (T) - Neftçi (7,000) (T) - Breiðablik (7,000) (T) - Čukarički (6,675) (T) - Gżira United (6,675) (T) - DAC Dunajská Streda (6,500) (T) - Vaduz (6,500) (T) - AIK (6,360) (T) - Petrocub Hîncești (6,000) (T) - Panathinaikósz (5,640) - Árisz (5,640) (T) - St. Patrick’s Athletic (5,500) (T) - Lillestrøm (5,450) (T) - Paide Linnameeskond (5,000) (T) - B36 Tórshavn (4,750) (T) - Ħamrun Spartans (2,000) (T) |

Párosítások
A 3. selejtezőkör sorsolását 2022. július 18-án, 14 órától tartották. Az első mérkőzéseket augusztus 3-án és 4-én, a második mérkőzéseket augusztus 11-én játszották. A párosítások győztesei a rájátszásba kerültek, a vesztesek kiestek.
Bajnoki ág
| 1. csapat           | Össz.        | 2. csapat   | 1. mérk. | 2. mérk.   |
| ------------------- | ------------ | ----------- | -------- | ---------- |
| Víkingur Reykjavík  | 2–4          | Lech Poznań | 1–0      | 1–4 (h.u.) |
| RFS                 | 4–2          | Hibernians  | 1–1      | 3–1        |
| Ballkani            | 4–4 (t. 4–3) | KÍ          | 3–2      | 1–2 (h.u.) |
| Zrinjski Mostar     | 2–1          | Tobil       | 1–0      | 1–1        |
| Sahcjor Szalihorszk | 0–1          | CFR Cluj    | 0–0      | 0–1        |

Főág
| 1. csapat           | Össz.        | 2. csapat              | 1. mérk. | 2. mérk.   |
| ------------------- | ------------ | ---------------------- | -------- | ---------- |
| Spartak Trnava      | 0–3          | Raków Częstochowa      | 0–2      | 0–1        |
| AIK                 | 2–2 (t. 3–2) | Skendija               | 1–1      | 1–1 (h.u.) |
| Viking              | 5–2          | Sligo Rovers           | 5–1      | 0–1        |
| Breiðablik          | 1–6          | İstanbul Başakşehir    | 1–3      | 0–3        |
| KuPS                | 0–5          | Young Boys             | 0–2      | 0–3        |
| Paide Linnameeskond | 0–5          | Anderlecht             | 0–2      | 0–3        |
| Viborg              | 5–1          | B36 Tórshavn           | 3–0      | 2–1        |
| Hajduk Split        | 3–2          | Vitória de Guimarães   | 3–1      | 0–1        |
| Brøndby             | 2–2 (t. 1–3) | Basel                  | 1–0      | 1–2 (h.u.) |
| Lillestrøm          | 1–5          | Antwerp                | 1–3      | 0–2        |
| CSZKA Szofija       | 2–1          | St. Patrick’s Athletic | 0–1      | 2–0        |
| Dundee United       | 1–7          | AZ Alkmaar             | 1–0      | 0–7        |
| APÓEL               | 1–0          | Kizilzsar              | 1–0      | 0–0        |
| DAC Dunajská Streda | 0–2          | FCSB                   | 0–1      | 0–1        |
| Riga                | 1–5          | Gil Vicente            | 1–1      | 0–4        |
| Wolfsberger         | 4–0          | Gżira United           | 0–0      | 4–0        |
| Makkabi Tel-Aviv    | 3–2          | Árisz                  | 2–0      | 1–2        |
| Molde               | 4–2          | Kisvárda               | 3–0      | 1–2        |
| Neftçi              | 2–3          | Rapid Wien             | 2–1      | 0–2 (h.u.) |
| Lugano              | 1–5          | Hapóél Beér-Seva       | 0–2      | 1–3        |
| Ħamrun Spartans     | 2–2 (t. 4–1) | Levszki Szofija        | 0–1      | 2–1 (h.u.) |
| Čukarički           | 2–7          | Twente                 | 1–3      | 1–4        |
| Zorja Luhanszk      | 1–3          | Universitatea Craiova  | 1–0      | 0–3        |
| Vaduz               | 5–3          | Konyaspor              | 1–1      | 4–2        |
| Sepsi OSK           | 2–6          | Djurgårdens IF         | 1–3      | 1–3        |
| Fehérvár            | 7–1          | Petrocub Hîncești      | 5–0      | 2–1        |
| Slavia Praha        | 3–1          | Panathinaikósz         | 2–0      | 1–1        |

1. 1 2  A sorsoláshoz képest a pályaválasztói jogot felcserélték.

### Rájátszás
A rájátszás két ágból állt. A bajnoki ágon 10, a főágon 34 csapat vett részt.
Bajnoki ág
- EL: Az EL 3. selejtezőköréből kieső csapat, a sorsoláskor nem volt ismert.
- T: A 3. selejtezőkör bajnoki ágáról továbbjutott csapat, a sorsoláskor nem volt ismert.

| Kiemeltek: - Maribor (EL) - Slovan Bratislava (EL) - F91 Dudelange (EL) - Linfield (EL) - Shkupi (EL) | Nem kiemeltek: - CFR Cluj (T) - Zrinjski Mostar (T) - Lech Poznań (T) - RFS (T) - Ballkani (T) |

Főág
- EL: Az EL 3. selejtezőkörének főágáról kieső csapat, a sorsoláskor nem volt ismert.
- T: A 3. selejtezőkör főágáról továbbjutott csapat, a sorsoláskor nem volt ismert.
- A dőlt betűvel írtak a 3. selejtezőkörben egy magasabb együtthatóval rendelkező csapat ellen játszottak, és az ellenfél együtthatóját hozták magukkal.

| Kiemeltek: - Villarreal (78,000) - Basel (55,000) (T) - Slavia Praha (52,000) (T) - Young Boys (37,000) (T) - AZ (28,500) (T) - İstanbul Başakşehir (25,000) (T) - Makkabi Tel-Aviv (24,500) (T) - Partizan (24,500) (EL) - West Ham United (21,328) - Molde (19,000) (T) - Universitatea Craiova (18,000) (T) - APÓEL (18,000) (T) - FCSB (17,500) (T) - Rapid Wien (16,000) (T) - Fiorentina (15,380) - 1. FC Köln (15,042) - Slovácko (14,500) (EL) | Nem kiemeltek: - Antwerp (14,500) (T) - Hapóél Beér-Seva (14,000) (T) - Nice (12,016) - Anderlecht (11,500) (T) - Fehérvár (11,500) (T) - Wolfsberger AC (11,000) (T) - Gil Vicente (10,676) (T) - Hajduk Split (10,676) (T) - CSZKA Szofija (10,500) (T) - Twente (9,860) (T) - AIK (9,000) (T) - Raków Częstochowa (8,500) (T) - Vaduz (6,500) (T) - Viking (5,450) (T) - Viborg (5,435) (T) - Djurgårdens IF (4,575) (T) - Ħamrun Spartans (3,900) (T) |

Párosítások
A rájátszás sorsolását 2022. augusztus 2-án 14 órától tartották. Az első mérkőzéseket augusztus 18-án, a második mérkőzéseket augusztus 25-én játszották. A párosítások győztesei a csoportkörbe kerültek, a vesztesek kiestek.
Bajnoki ág
| 1. csapat       | Össz.        | 2. csapat         | 1. mérk. | 2. mérk.   |
| --------------- | ------------ | ----------------- | -------- | ---------- |
| Maribor         | 0–1          | CFR Cluj          | 0–0      | 0–1        |
| RFS             | 3–3 (t. 4–2) | Linfield          | 2–2      | 1–1 (h.u.) |
| Lech Poznań     | 3–1          | F91 Dudelange     | 2–0      | 1–1        |
| Shkupi          | 1–3          | Ballkani          | 1–2      | 0–1        |
| Zrinjski Mostar | 2–2 (t. 5–6) | Slovan Bratislava | 1–0      | 2–1 (h.u.) |

Főág
| 1. csapat             | Össz.        | 2. csapat        | 1. mérk. | 2. mérk.   |
| --------------------- | ------------ | ---------------- | -------- | ---------- |
| CSZKA Szofija         | 1–2          | Basel            | 1–0      | 0–2        |
| Vaduz                 | 2–1          | Rapid Wien       | 1–1      | 1–0        |
| Raków Częstochowa     | 2–3          | Slavia Praha     | 2–1      | 0–2 (h.u.) |
| Djurgårdens IF        | 5–3          | APÓEL            | 3–0      | 2–3        |
| Makkabi Tel-Aviv      | 1–2          | Nice             | 1–0      | 0–2 (h.u.) |
| Universitatea Craiova | 2–2 (t. 3–4) | Hapóél Beér-Seva | 1–1      | 1–1 (h.u.) |
| İstanbul Başakşehir   | 4–2          | Antwerp          | 1–1      | 3–1        |
| FCSB                  | 4–3          | Viking           | 1–2      | 3–1        |
| Partizan              | 7–4          | Ħamrun Spartans  | 4–1      | 3–3        |
| Fiorentina            | 2–1          | Twente           | 2–1      | 0–0        |
| Villarreal            | 6–2          | Hajduk Split     | 4–2      | 2–0        |
| 1. FC Köln            | 4–2          | Fehérvár         | 1–2      | 3–0        |
| West Ham United       | 6–1          | Viborg           | 3–1      | 3–0        |
| Young Boys            | 1–1 (t. 1–3) | Anderlecht       | 0–1      | 1–0 (h.u.) |
| Slovácko              | 4–0          | AIK              | 3–0      | 1–0        |
| Molde                 | 4–1          | Wolfsberger      | 0–1      | 4–0        |
| AZ Alkmaar            | 6–1          | Gil Vicente      | 4–0      | 2–1        |

1. ↑  A sorsoláshoz képest a pályaválasztói jogot felcserélték.

## Csoportkör
Az alábbi csapatok vettek részt a csoportkörben:
- 10 vesztes az Európa-liga rájátszásából
- 5 győztes a rájátszás bajnoki ágáról
- 17 győztes a rájátszás főágáról

A csapatokat 4 kalapba sorolták be, az UEFA-együtthatójuk sorrendjében. A 32 csapatot 8 darab négycsapatos csoportba sorsolták. Azonos tagországba tartozók, valamint a szerb és koszovói csapatok nem voltak sorsolhatók azonos csoportba. A sorsolást 2022. augusztus 26-án, közép-európai idő szerint 14:30-tól tartották.
A csapatok oda-visszavágós körmérkőzéses rendszerben mérkőztek. Fordulónként azonos játéknapon játszották az összes mérkőzést. A játéknapok: szeptember 8., szeptember 15., október 6., október 13., október 27., november 3. Az első helyezettek a nyolcaddöntőbe, a második helyezettek a nyolcaddöntő rájátszásába kerültek.
| 1. kalap - Villarreal (78,000) - Basel (55,000) - Slavia Praha (52,000) - AZ (28,500) - Gent (27,500) - İstanbul Başakşehir (25,000) - Partizan (24,500) - West Ham United (21,328) 2. kalap - CFR Cluj (19,500) - Molde (19,000) - FCSB (17,500) - Fiorentina (15,380) - 1. FC Köln (15,042) - Apóllon Lemeszú (14,000) - Hapóél Beér-Seva (14,000) - Slovan Bratislava (13,000) | 3. kalap - Nice (12,016) - Anderlecht (11,500) - Žalgiris (8,000) - Austria Wien (7,770) - Hearts (7,380) - Shamrock Rovers (7,000) - Sivasspor (6,500) - Vaduz (6,500) 4. kalap - Dnipro-1 (6,360) - Lech Poznań (6,000) - Slovácko (5,560) - Silkeborg (5,435) - Djurgårdens IF (4,575) - Pjunik (4,250) - RFS (4,000) - Ballkani (1,633) |

### A csoport
| Hely. | Csapat              | M | Gy | D | V | G+ | G– | Gk  | P  | Továbbjutás                              |     | IBS | FIO | HEA | RFS |
| ----- | ------------------- | - | -- | - | - | -- | -- | --- | -- | ---------------------------------------- | --- | --- | --- | --- | --- |
| 1.    | İstanbul Başakşehir | 6 | 4  | 1 | 1 | 14 | 3  | +11 | 13 | Továbbjutott a nyolcaddöntőbe            |     | —   | 3–0 | 3–1 | 3–0 |
| 2.    | Fiorentina          | 6 | 4  | 1 | 1 | 14 | 6  | +8  | 13 | Továbbjutott a nyolcaddöntő rájátszásába |     | 2–1 | —   | 5–1 | 1–1 |
| 3.    | Hearts              | 6 | 2  | 0 | 4 | 6  | 16 | −10 | 6  |                                          |     | 0–4 | 0–3 | —   | 2–1 |
| 4.    | RFS                 | 6 | 0  | 2 | 4 | 2  | 11 | −9  | 2  |                                          | 0–0 | 0–3 | 0–2 | —   |     |

1. 1 2  Egymás elleni gólkülönbség: İstanbul Başakşehir +2, Fiorentina –2

### B csoport
| Hely. | Csapat          | M | Gy | D | V | G+ | G– | Gk  | P  | Továbbjutás                              |     | WHU | AND | SIL | FCSB |
| ----- | --------------- | - | -- | - | - | -- | -- | --- | -- | ---------------------------------------- | --- | --- | --- | --- | ---- |
| 1.    | West Ham United | 6 | 6  | 0 | 0 | 13 | 4  | +9  | 18 | Továbbjutott a nyolcaddöntőbe            |     | —   | 2–1 | 1–0 | 3–1  |
| 2.    | Anderlecht      | 6 | 2  | 2 | 2 | 6  | 5  | +1  | 8  | Továbbjutott a nyolcaddöntő rájátszásába |     | 0–1 | —   | 1–0 | 2–2  |
| 3.    | Silkeborg       | 6 | 2  | 0 | 4 | 12 | 7  | +5  | 6  |                                          |     | 2–3 | 0–2 | —   | 5–0  |
| 4.    | FCSB            | 6 | 0  | 2 | 4 | 3  | 18 | −15 | 2  |                                          | 0–3 | 0–0 | 0–5 | —   |      |

### C csoport
| Hely. | Csapat           | M | Gy | D | V | G+ | G– | Gk  | P  | Továbbjutás                              |     | VIL | LCH | HBS | AUS |
| ----- | ---------------- | - | -- | - | - | -- | -- | --- | -- | ---------------------------------------- | --- | --- | --- | --- | --- |
| 1.    | Villarreal       | 6 | 4  | 1 | 1 | 14 | 9  | +5  | 13 | Továbbjutott a nyolcaddöntőbe            |     | —   | 4–3 | 2–2 | 5–0 |
| 2.    | Lech Poznań      | 6 | 2  | 3 | 1 | 12 | 7  | +5  | 9  | Továbbjutott a nyolcaddöntő rájátszásába |     | 3–0 | —   | 0–0 | 4–1 |
| 3.    | Hapóél Beér-Seva | 6 | 1  | 4 | 1 | 8  | 5  | +3  | 7  |                                          |     | 1–2 | 1–1 | —   | 4–0 |
| 4.    | Austria Wien     | 6 | 0  | 2 | 4 | 2  | 15 | −13 | 2  |                                          | 0–1 | 1–1 | 0–0 | —   |     |

### D csoport
| Hely. | Csapat     | M | Gy | D | V | G+ | G– | Gk | P | Továbbjutás                              |     | NCE | PAR | KLN | SVK |
| ----- | ---------- | - | -- | - | - | -- | -- | -- | - | ---------------------------------------- | --- | --- | --- | --- | --- |
| 1.    | Nice       | 6 | 2  | 3 | 1 | 8  | 7  | +1 | 9 | Továbbjutott a nyolcaddöntőbe            |     | —   | 2–1 | 1–1 | 1–2 |
| 2.    | Partizan   | 6 | 2  | 3 | 1 | 9  | 7  | +2 | 9 | Továbbjutott a nyolcaddöntő rájátszásába |     | 1–1 | —   | 2–0 | 1–1 |
| 3.    | 1. FC Köln | 6 | 2  | 2 | 2 | 8  | 8  | 0  | 8 |                                          |     | 2–2 | 0–1 | —   | 4–2 |
| 4.    | Slovácko   | 6 | 1  | 2 | 3 | 8  | 11 | −3 | 5 |                                          | 0–1 | 3–3 | 0–1 | —   |     |

1. 1 2  Egymás elleni pontok: Nice 4, Partizan 1

### E csoport
| Hely. | Csapat          | M | Gy | D | V | G+ | G– | Gk | P  | Továbbjutás                              |     | AZ  | DNI | APL | VAD |
| ----- | --------------- | - | -- | - | - | -- | -- | -- | -- | ---------------------------------------- | --- | --- | --- | --- | --- |
| 1.    | AZ Alkmaar      | 6 | 5  | 0 | 1 | 12 | 6  | +6 | 15 | Továbbjutott a nyolcaddöntőbe            |     | —   | 2–1 | 3–2 | 4–1 |
| 2.    | Dnipro-1        | 6 | 3  | 1 | 2 | 9  | 7  | +2 | 10 | Továbbjutott a nyolcaddöntő rájátszásába |     | 0–1 | —   | 1–0 | 2–2 |
| 3.    | Apóllon Lemeszú | 6 | 2  | 1 | 3 | 5  | 7  | −2 | 7  |                                          |     | 1–0 | 1–3 | —   | 1–0 |
| 4.    | Vaduz           | 6 | 0  | 2 | 4 | 5  | 11 | −6 | 2  |                                          | 1–2 | 1–2 | 0–0 | —   |     |

### F csoport
| Hely. | Csapat          | M | Gy | D | V | G+ | G– | Gk | P  | Továbbjutás                              |     | DJU | GNT | MOL | SHA |
| ----- | --------------- | - | -- | - | - | -- | -- | -- | -- | ---------------------------------------- | --- | --- | --- | --- | --- |
| 1.    | Djurgårdens IF  | 6 | 5  | 1 | 0 | 12 | 6  | +6 | 16 | Továbbjutott a nyolcaddöntőbe            |     | —   | 4–2 | 3–2 | 1–0 |
| 2.    | Gent            | 6 | 2  | 2 | 2 | 10 | 6  | +4 | 8  | Továbbjutott a nyolcaddöntő rájátszásába |     | 0–1 | —   | 4–0 | 3–0 |
| 3.    | Molde           | 6 | 2  | 1 | 3 | 9  | 10 | −1 | 7  |                                          |     | 2–3 | 0–0 | —   | 3–0 |
| 4.    | Shamrock Rovers | 6 | 0  | 2 | 4 | 1  | 10 | −9 | 2  |                                          | 0–0 | 1–1 | 0–2 | —   |     |

### G csoport
| Hely. | Csapat       | M | Gy | D | V | G+ | G– | Gk | P  | Továbbjutás                              |     | SIV | CLJ | SLA | BAL |
| ----- | ------------ | - | -- | - | - | -- | -- | -- | -- | ---------------------------------------- | --- | --- | --- | --- | --- |
| 1.    | Sivasspor    | 6 | 3  | 2 | 1 | 11 | 7  | +4 | 11 | Továbbjutott a nyolcaddöntőbe            |     | —   | 3–0 | 1–1 | 3–4 |
| 2.    | CFR Cluj     | 6 | 3  | 1 | 2 | 5  | 5  | 0  | 10 | Továbbjutott a nyolcaddöntő rájátszásába |     | 0–1 | —   | 2–0 | 1–0 |
| 3.    | Slavia Praha | 6 | 2  | 2 | 2 | 6  | 7  | −1 | 8  |                                          |     | 1–1 | 0–1 | —   | 3–2 |
| 4.    | Ballkani     | 6 | 1  | 1 | 4 | 8  | 11 | −3 | 4  |                                          | 1–2 | 1–1 | 0–1 | —   |     |

### H csoport
| Hely. | Csapat            | M | Gy | D | V | G+ | G– | Gk | P  | Továbbjutás                              |     | SLO | BAS | PJU | ZAL |
| ----- | ----------------- | - | -- | - | - | -- | -- | -- | -- | ---------------------------------------- | --- | --- | --- | --- | --- |
| 1.    | Slovan Bratislava | 6 | 3  | 2 | 1 | 9  | 7  | +2 | 11 | Továbbjutott a nyolcaddöntőbe            |     | —   | 3–3 | 2–1 | 0–0 |
| 2.    | Basel             | 6 | 3  | 2 | 1 | 11 | 9  | +2 | 11 | Továbbjutott a nyolcaddöntő rájátszásába |     | 0–2 | —   | 3–1 | 2–2 |
| 3.    | Pjunik            | 6 | 2  | 0 | 4 | 8  | 9  | −1 | 6  |                                          |     | 2–0 | 1–2 | —   | 2–0 |
| 4.    | Žalgiris          | 6 | 1  | 2 | 3 | 5  | 8  | −3 | 5  |                                          | 1–2 | 0–1 | 2–1 | —   |     |

1. 1 2  Egymás elleni pontok: Slovan Bratislava 4, Basel 1

## Egyenes kieséses szakasz
Az egyenes kieséses szakaszban 24 csapat vett részt:
- A nyolcaddöntőbe kerültek a csoportkör első helyezettjei
- A nyolcaddöntő rájátszásába kerültek a csoportkör második helyezettjei és az Európa-liga csoportkörének harmadik helyezettjei.

A döntő kivételével az összes fordulóban két mérkőzés alapján dőlt el a továbbjutás.

### A nyolcaddöntő rájátszása
A forduló sorsolását 2022. november 7-én tartották. A sorsolás során az UEFA Európa Konferencia Liga csoportkörének második helyezettjeit az Európa-liga csoportkörének harmadik helyezettjeivel párosították. Azonos tagországba tartozók nem játszhattak egymással. Az UEFA Európa Konferencia Liga csoportkörének második helyezettjei játszották a második mérkőzést hazai pályán. Az első mérkőzéseket 2023. február 16-án, a második mérkőzéseket február 23-án játszották. A győztesek a nyolcaddöntőbe kerültek, a vesztesek kiestek.
| 1. csapat         | Össz.        | 2. csapat   | 1. mérk. | 2. mérk.   |
| ----------------- | ------------ | ----------- | -------- | ---------- |
| Qarabağ           | 1–1 (t. 3–5) | Gent        | 1–0      | 0–1 (h.u.) |
| Trabzonspor       | 1–2          | Basel       | 1–0      | 0–2        |
| Lazio             | 1–0          | CFR Cluj    | 1–0      | 0–0        |
| Bodø/Glimt        | 0–1          | Lech Poznań | 0–0      | 0–1        |
| Braga             | 2–7          | Fiorentina  | 0–4      | 2–3        |
| AÉK Lárnakasz     | 1–0          | Dnipro-1    | 1–0      | 0–0        |
| Sheriff Tiraspol  | 3–2          | Partizan    | 0–1      | 3–1        |
| Ludogorec Razgrad | 2–2 (t. 0–3) | Anderlecht  | 1–0      | 1–2 (h.u.) |

### Nyolcaddöntők
A nyolcaddöntők sorsolását 2023. február 24-én tartották. A sorsolás során az UEFA Európa Konferencia Liga csoportkörének első helyezettjeit a nyolcaddöntő rájátszásának győzteseivel párosították. Azonos tagországba tartozók nem játszhattak egymással. Az UEFA Európa Konferencia Liga csoportkörének első helyezettjei játszották a második mérkőzést hazai pályán. Az első mérkőzéseket 2023. március 9-én, a második mérkőzéseket március 16-án játszották.
| 1. csapat        | Össz.        | 2. csapat           | 1. mérk. | 2. mérk. |
| ---------------- | ------------ | ------------------- | -------- | -------- |
| AÉK Lárnakasz    | 0–6          | West Ham United     | 0–2      | 0–4      |
| Fiorentina       | 5–1          | Sivasspor           | 1–0      | 4–1      |
| Lazio            | 2–4          | AZ Alkmaar          | 1–2      | 1–2      |
| Lech Poznań      | 5–0          | Djurgårdens IF      | 2–0      | 3–0      |
| Basel            | 4–4 (t. 4–1) | Slovan Bratislava   | 2–2      | 2–2      |
| Sheriff Tiraspol | 1–4          | Nice                | 0–1      | 1–3      |
| Anderlecht       | 2–1          | Villarreal          | 1–1      | 1–0      |
| Gent             | 5–2          | İstanbul Başakşehir | 1–1      | 4–1      |

### Negyeddöntők
A negyeddöntők sorsolását 2023. március 17-én tartották. Az első mérkőzéseket 2023. április 13-án, a második mérkőzéseket április 20-án játszották.
| 1. csapat   | Össz.        | 2. csapat       | 1. mérk. | 2. mérk.   |
| ----------- | ------------ | --------------- | -------- | ---------- |
| Lech Poznań | 4–6          | Fiorentina      | 1–4      | 3–2        |
| Gent        | 2–5          | West Ham United | 1–1      | 1–4        |
| Anderlecht  | 2–2 (t. 1–4) | AZ              | 2–0      | 0–2 (h.u.) |
| Basel       | 4–3          | Nice            | 2–2      | 2–1 (h.u.) |

1. ↑  A sorsoláshoz képest a pályaválasztói jogot felcserélték.

### Elődöntők
Az elődöntők sorsolását 2023. március 17-én tartották, a negyeddöntők sorsolását követően. Az első mérkőzéseket 2023. május 11-én, a második mérkőzéseket május 18-án játszották.
| 1. csapat       | Össz. | 2. csapat | 1. mérk. | 2. mérk.   |
| --------------- | ----- | --------- | -------- | ---------- |
| Fiorentina      | 4–3   | Basel     | 1–2      | 3–1 (h.u.) |
| West Ham United | 3–1   | AZ        | 2–1      | 1–0        |

### Döntő
| 2023. június 7. 21:00 |

| Fiorentina      | 1–2               | West Ham United                   |
| --------------- | ----------------- | --------------------------------- |
| Bonaventura 67' | (0–0) Jegyzőkönyv | Benráhma 62' (11-esből) Bowen 90' |

| Fortuna Aréna, Prága Nézőszám: 17 363 Játékvezető: Carlos del Cerro Grande (spanyol) |

## Statisztikák
A selejtező fordulókat nem számítva. 2023. március 7-ei adatok alapján.

### Gólok
| Helyezés | Játékos           | Csapat            | Gólok | Játszott percek |
| -------- | ----------------- | ----------------- | ----- | --------------- |
| 1        | Luka Jović        | Fiorentina        | 6     | 393             |
| 2        | Artem Dovbyk      | Dnipro-1          | 5     | 628             |
| 2        | Mikael Ishak      | Lech Poznań       | 5     | 687             |
| 3        | Arthur Carbal     | Fiorentina        | 4     | 285             |
| 3        | José Luis Morales | Villareal         | 4     | 293             |
| 3        | Andi Zeqiri       | Basel             | 4     | 379             |
| 3        | Aleksandar Čavrić | Slovan Bratislava | 4     | 384             |
| 3        | Álex Baena        | Villareal         | 4     | 386             |
| 3        | Michał Skóraś     | Lech Poznań       | 4     | 695             |
| 3        | Ricardo Gomes     | Partizan          | 4     | 699             |
| 3        | Fousseni Diabaté  | Partizan          | 4     | 701             |

### Gólpasszok
| Helyezés | Játékos            | Csapat            | Gólpasszok | Játszott percek |
| -------- | ------------------ | ----------------- | ---------- | --------------- |
| 1        | Christian Kouamé   | Fiorentina        | 5          | 332             |
| 2        | Magnus Eriksson    | Djurgårdens IF    | 4          | 401             |
| 2        | Giorgi Csakvetadze | Slovan Bratislava | 4          | 505             |
| 4        | Jesper Karlsson    | AZ                | 3          | 311             |
| 4        | Lukas Engel        | Silkeborg         | 3          | 405             |
| 4        | Max Gradel         | Sivasspor         | 3          | 436             |
| 4        | Fiorentina         | Fiorentina        | 3          | 454             |
| 4        | Dia Saba           | Sivasspor         | 3          | 462             |
| 4        | Cristiano Biraghi  | Fiorentina        | 3          | 476             |
| 4        | Kerkez Milos       | AZ                | 3          | 487             |
| 4        | Mikael Ishak       | Lech Poznań       | 3          | 687             |